# Джим Гайнс
Джеймс Рей Гайнс (англ. James Ray Hines; 10 вересня 1946 — 3 червня 2023) — американський легкоатлет, який спеціалізувався в бігу на короткі дистанції, а після завершення легкоатлетичної кар'єри професійно грав у американський футбол.
Тренувався під керівництвом Боббі Морроу, триразового олімпійського чемпіона-1956 з бігу на 100, 200 метрів та в естафеті 4×100 метрів.
Пішов з життя, маючи 76 років.

## Досягнення
Олімпійський чемпіон-1968 з бігу на 100 метрів та в естафеті 4×100 метрів.
Екс-рекордсмен світу з бігу на 100 ярдів, 100 метрів та в естафеті 4×100 метрів.
Першим в історії вибіг на «стометрівці» з 10 секунд за ручним (9,9) та електронним (9,95) хронометражем.
Після олімпійських перемог у Мехіко, завершив виступи у легкій атлетиці. Упродовж 1968—1970 грав в американський футбол у Національній футбольній лізі.

## Основні міжнародні виступи
| Рік  | Змагання         | Місто   | Місце | Дисципліна |
| ---- | ---------------- | ------- | ----- | ---------- |
| 1968 | Олімпійські ігри | Мехіко  | 1     | 100 м      |
| 1968 | 1                | 4×100 м |       |            |

## Відео виступів
- Фінал бігу на 100 метрів на Олімпійських іграх-1968 на YouTube